# Скрепер (автомобиль)

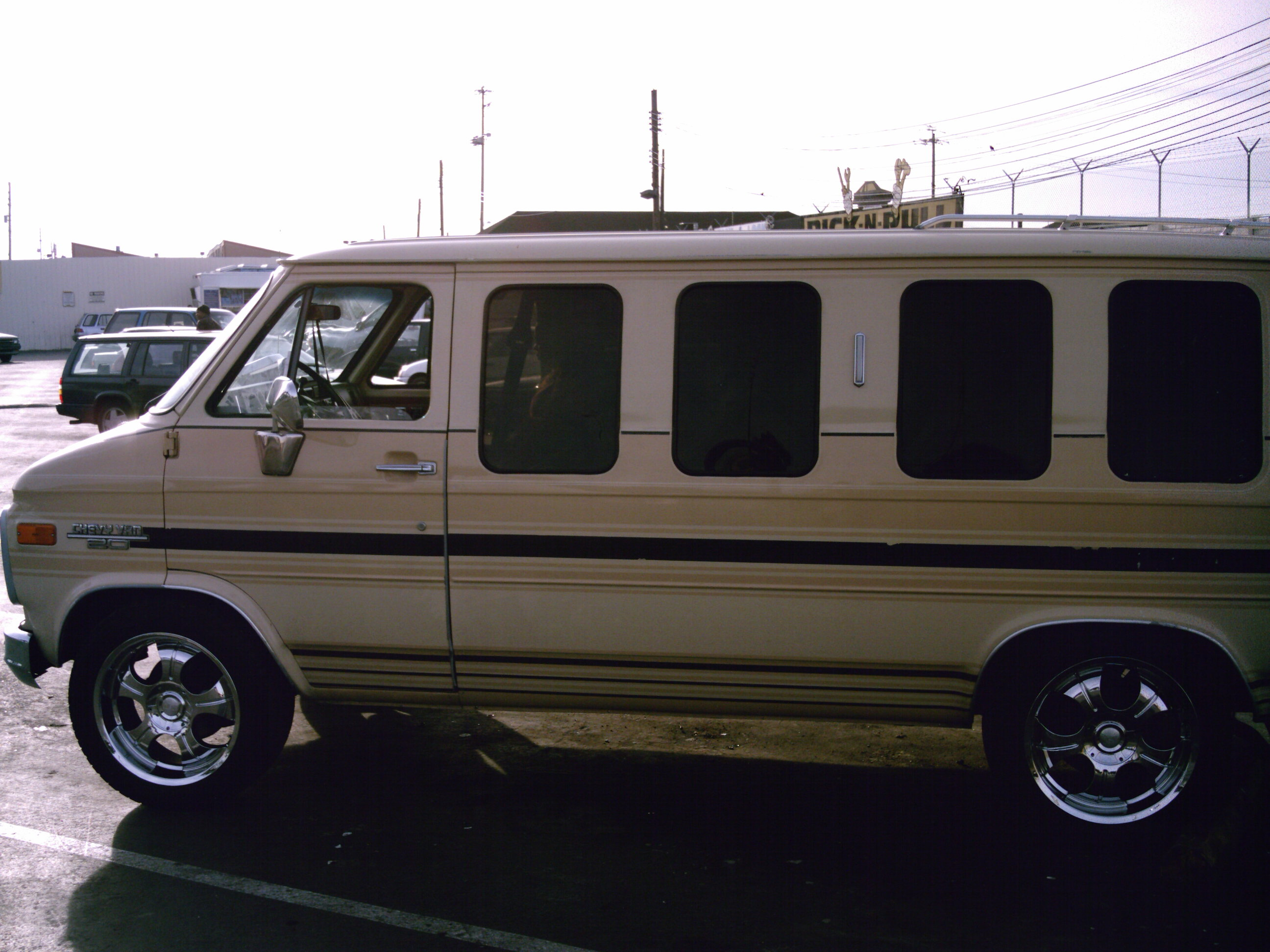
Конверсионный фургон 1990-го года

Скрейпер, скрепер (англ. Scraper) — формальный термин, обозначающий модифицированный автомобиль класса люкс или семейный автомобиль американского производства. Чаще всего скрейперами являются модели автоконцерна General Motors от 1980-х годов выпуска до нашего времени, имеющие большие диски (размером  от 20 до 22 дюймов), приобретённые на вторичном рынке. Скрейперы появились в 2000-х годах в Окленде, Калифорния. Создание этой автомодификации связано с большим влиянием появившегося в то время хайфи движения, с которым скрейперы и ассоциируются, являясь частью этой культуры. Позже популярность скрейперов распространилась по всей Области Залива Сан-Франциско и Северной Калифорнии вообще. Так, скрейперы упоминаются в песне хайфи исполнителя E-40 в его треке «Tell Me When To Go»: «Sittin' in my scraper watching Oakland gone wild». Скрейперам полностью посвящается трек «Scraper, Scraper» от исполнителей из Вальехо Little Bruce и Turf Talk, который вошёл в компиляцию «Thizz Nation Vol. 4». Также скрейперами могут быть и другие популярные модели, включая Buick Regal и LeSabre, Pontiac Bonneville, Buick Century, Oldsmobile Delta 88, Buick Riviera, Buick Reatta, Oldsmobile Cutlass Ciera, Oldsmobile Cutlass Supreme, Pontiac Grand Prix, Lexus SC, классическая Chevrolet Caprice и Chevrolet Impala. Скрейперами могут быть и полноразмерные конверсионные фургоны, такие как GMC Vandura. Автомобили с суперчарджером тоже имеют высокий спрос из-за их высокой производительности.
Скрейперы очень похожи на другие модифицированные автомобили, которые популярны на юге США и ассоциируются с южным хип-хопом: донки. По сути скрейперы являются их адаптацией для культуры Западного побережья. Как и донки, скрейперы сильно индивидуализированы. Они имеют большие и необычные по внешнему вид диски, особенные салоны, в которых иногда размещаются телеэкраны, и даже стереосистемы в багажниках. Донки отличаются от скрейперов тем, что основываются на моделях  Chevrolet Impala и Chevrolet Caprice пятого поколения, Cadillac Coupe de Ville четвёртого поколения и Chevrolet Monte Carlo третьего поколения. Донки также представляют из себя полноразмерные седаны и купе производства General Motors 1970-х-1980-х годов и обычно имеют двигатель V8 и задний привод. Скрейперы по большей части являются полноприводными среднеразмерными автомобилями с шестицилиндровыми двигателями от General Motors конца 1980-х и 1990-х годов, а также нашего времени.
Эта автомодификация стала популярной среди афроамериканской молодёжи. Автомобили-скрейперы также послужили основой для создания велосипедов-скрейперов, которые тоже стали популярными в Северной Калифорнии.